# يوسف حمداني كوهين
يوسف حمداني كوهين (بالفارسية: یوسف همدانی کهن) (1916 - 29 مارس 2014) كان الحاخام الأكبر لإيران و رجل دين للمجتمع اليهودي في إيران (يهود إيران) بين يناير من عام 1994 وعام 2007.
في أغسطس عام 2000م الحاخام الأكبر حمداني كوهين إلتقى مع الرئيس الإيراني محمد خاتمي للمرة الأولى.  في عام 2003، كوهين وعضو البرلمان موريس معتمد إلتقوا مع خاتمي في كنيس يوسف آباد وكانت هي المرة الأولى لرئيس إيراني يزور فيها كنيس منذ الثورة الإسلامية الإيرانية. 
توفي كوهين بعد معاناته مع مرض طويل في 29 مارس 2014 في طهران.